# Побутова каналізація

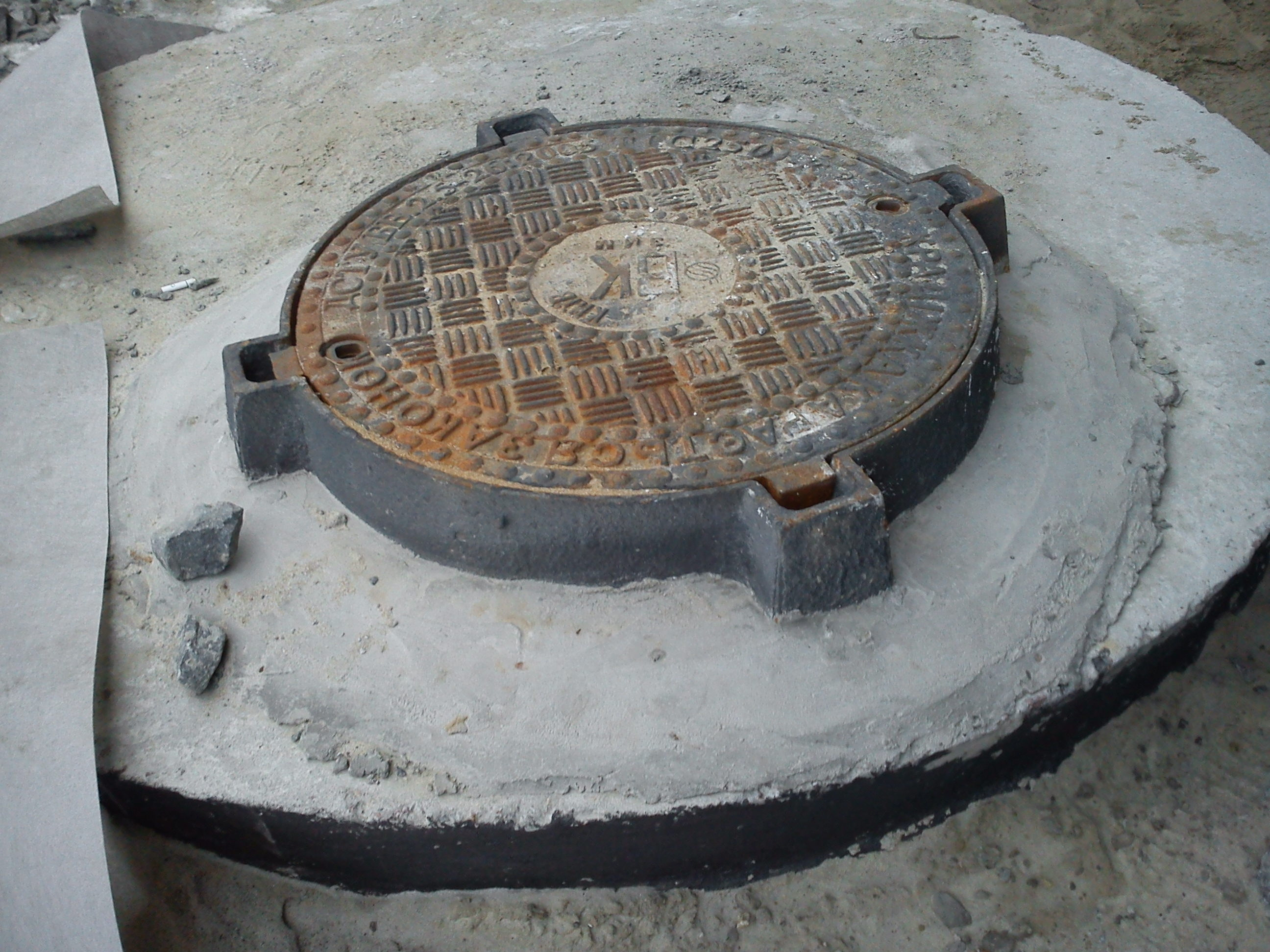
Люк каналізаційного колодязя

Побутова каналізація або Господарсько-побутова каналізація — система каналізації призначена для приймання і транспортування стічних вод, їхнього очищення і знешкодження, утилізації корисних речовин, що утримуються в них, і скидання очищених вод.

## Історія
Найбільш ранні споруди, що виконували роль каналізації, виявлені в містах індійської цивілізації: в Мохенджо-Даро, що виник близько 2600 року до н. е. та виявлені чи не перші відомі археологам громадські туалети, а також система міської каналізації.
Знайдено також каналізаційні споруди в стародавньому Вавилоні, другі за давністю.
В Стародавньому Римі грандіозний інженерний проект каналізації — Велика Клоака — створена при п'ятому царі Стародавнього Риму Луції Тарквінії Пріску.
В Стародавньому Китаї каналізація існувала в декількох містах, наприклад, в Лінзі.

## Склад
Система побутової каналізації складається із таких елементів: внутрішніх каналізаційних улаштувань будівель, зовнішньої внутриквартальної каналізаційної мережі, зовнішньої вуличної каналізаційної мережі, насосних станцій, напірних і самопливних трубопроводів, очисних споруд і улаштувань для випуску очищених стічних вод до водоймищ.

## Класифікація
Системи каналізації можна класифікувати за такими ознаками:
1. залежно від надходження стічних вод
2. за напором
3. за схемою відводу стічних вод
4. за схемою трасування;
5. за призначенням
6. за басейнами каналізування
7. за методом видалення стічних вод

### За надходженням стічних вод
Стічні води, що утворюються в межах населених місць і на промислових підприємствах, можна підрозділити на три категорії:
1. Побутові, що поступають з унітазів, раковин, ванн та інших побутових приладів;
2. Виробничі води, що утворюються в результаті використання води в різних технологічних процесах виробництва;
3. Дощові (атмосферні), що з'являються на поверхні проїздів, площадок, дахів, і при атмосферних опадах і таненні снігу.

### За напором
Видалення стічних вод за межі населених місць і промислових підприємств здійснюється, як правило, самопливом. Насосні станції для перекачування стічних вод улаштовують перед очисними спорудами або на окремих ділянках мережі з метою зменшення глибини закладання самопливних трубопроводів.

### За схемою відводу стічних вод
Залежно від того, які категорії стічних вод відводить каналізаційна мережа, розрізняють такі системи каналізації:
- — загальносплавна — стічні води всіх категорій по одній підземній мережі надходять на очисні споруди, тому що в період сильних дощів витрата стічних вод дуже велика, а концентрація забруднень їх мала, частина стічних вод скидається без очищення через спеціальні улаштування — зливоспуски.
- — роздільна — побутові стоки надходять на очисні споруди, дощові води — у найближчі водні потоки. При роздільній системі каналізації окремі види стічних вод, які вміщують забруднення різного характеру, відводять по самостійних мережах. При повній роздільній системі каналізації влаштовують не менше 2-х мереж. Мережа для відводу побутових стічних вод називається побутовою. Мережа для відводу атмосферних вод називається дощовою або водостічною.
- — напівроздільна — дві роздільних мережі і колектор, що перехоплює стічні води. В роздільних камерах регулюється відведення дощових вод на скидання у водойми і забруднених вод на очищення.

Виробничі стічні води, забруднення яких аналогічні забрудненням побутових стічних вод, відводять по побутовій мережі. Якщо характер забруднень виробничих стічних вод такий, що сумісне очищення їх з побутовими стічними водами неможливе, їх відводять по самостійних мережах.
При неповній роздільній системі не влаштовують дощової мережі трубопроводів. Атмосферні стічні води стікають до водоймищ по лотках.
При напівроздільній системі каналізації у місцях перетину самостійних каналізаційних мереж для відводу різних видів стічних вод маються водозбірні камери, які дозволяють найбільш забруднені дощові води при малих витратах відводити до побутової мережі, а потім по колектору на очисні споруди; а при зливах скидати порівняно чисті води до водоймища.
- — комбінована — різна по районах міста.

Найбільш досконала в санітарному відношенні напівроздільна схема каналізації, найбільш поширена — роздільна.
Для промислових підприємств застосовують загально сплавні або роздільні системи з місцевими очисними спорудами у випадку необхідності, через велике різноманіття виробничих стічних вод.

### За схемою трасування

Схеми трасування вуличних мереж: а — об'ємне трасування; б — по зниженому боку кварталу; в — крізьквартальна; 1-6 — квартали

Каналізаційні мережі працюють при самопливному режимі з частковим наповненням перерізу трубопровода. У зв'язку з цим рішення схеми залежить в основному від рельєфу місцевості, ґрунтових умов і розташування водоймищ.
Різноманіття місцевих умов пропонує багато схем каналізаційних мереж. Ці схеми можуть бути класифіковані таким чином:
- 1. Перпендикулярна схема — колектори басейнів каналізування трасовані перпендикулярно напрямку руху води до водоймища (в основному для спуску атмосферних вод, які не потребують очищення).
- 2. Перетинна схема — колектори басейнів каналізування трасовані перпендикулярно напрямку руху води до водоймища і перехоплені головним колектором, який трасований паралельно річці. Таку схему застосовують при повільному падінні рельєфу до водоймища і необхідності очищення стічних вод.
- 3. Паралельна схема — колектори басейнів каналізування трасовані паралельно напрямку руху води до водоймища і перехвалені головним колектором, який прокладений перпендикулярно напрямку руху води до водоймища.
- 4. Зонна схема — територія каналізування розбита на дві зони: з верхньої стічні води відводяться до очисних споруд самопливом, а з нижньої вони перекачуються насосною станцією.
- 5. Радіальна схема — очищення стічних вод здійснюється на двох або більшому числі очисних станціях. Таку схему застосовують при складному рельєфі місцевості і у великих містах.

Важливе значення має трасування вуличних каналізаційних мереж. Розрізняють три такі схеми трасування вуличних мереж:
- 1. Об'ємне трасування — вуличні мережі обгортають кожний квартал з усіх боків. Цю схему застосовують при пласкому рельєфі місцевості і великих кварталах;
- 2. Трасування по зниженому боку кварталу — вуличні мережі прокладені зі знижених боків кварталу. Цю схему застосовують при значному падінні місцевості;
- 3. Крізьквартальне трасування — вуличні мережі прокладені усередині кварталів та мікрорайонів.

Каналізаційні лінії прокладаються прямолінійно, у місцях поворотів мережі, у місцях зміни нахилу лінії і діаметра труб, а також у місцях з'єднання декількох ліній влаштовують колодязі. Повороти лінії і приєднання виконують під кутом, який дорівнює або менший 90°.

### За призначенням
За призначенням каналізаційні мережі поділяються на приймальні, збиральні і відвідні.
Приймальні каналізаційні мережі служать для приймання стічних вод від систем внутрішньої каналізації. Схема каналізації населеного пункту(принципове рішення обраної системи каналізації з трасування мереж, розташування очисних споруд) визначається головним чином рельєфом, планом забудови території, гідрогеологічними, гідрологічними, санітарними та іншими умовами. Схема може бути централізованою, коли всі стічні води міста спрямовуються на ті самі очисні споруди, і децентралізованою при влаштуванні двох чи більше очисних станцій.
Стічні води від окремих кварталів надходять у збираючі мережі, що далі об'єднуються в головний відвідний колектор, по якому вони спрямовуються на очисні споруди (ККОС).

### За басейнами каналізування
Каналізаційні мережі прокладають відповідно рельєфу місцевості, поділяючи всю територію міста на басейни каналізування. Басейном
каналізування називають частину території, обмежену водорозділами.
Ділянки каналізаційної мережі, які збирають стічні води з одного або декількох басейнів каналізування, називаються колекторами.
Колектори поділяють на такі види:
- колектори басейнів каналізування, які збирають стічні води з окремих басейнів;
- головні колектори, які приймають і транспортують стічні води з двох або більше колекторів басейнів каналізування;
- замістові відводячі колектори, які відводять стічні води транзитом за межі об'єкту каналізування до насосних станцій і очисних споруд або до місця їх випуску до водоймищ.

Колектори звичайно прокладають по знижених ділянках місцевості для забезпечення прокладки ділянок вуличної мережі, які лежать вище і приєднуються до них, з мінімальною глибиною. При великій глибині закладання колекторів застосовують насосні станції перекачування, які подають воду до очисних споруд по напірним трубопроводам.

### За методом видалення стічних вод
При вивізній каналізації в невеликих населених пунктах рідкі забруднення збирають до приймальників і періодично вивозять на поля асенізації для обробки, що є недоцільним економічно.
При сплавній каналізації стічні води по підземних трубопроводах транспортують на очисні споруди, де вони підлягають інтенсивному очищенню у штучно створених умовах.

## Матеріали
До матеріалів, що застосовуються у системах каналізації, пред'являються підвищені вимоги через агресивність середовища стоків. Трубопроводи як правило застосовують з таких матеріалів:
- чавун;
- поліетилен;
- поліпропілен;
- ПВХ (полівінілхлорид)
- залізобетон (на зовнішніх мережах діаметром від 150 мм).

Рідше використовуються:
- скляні труби;
- керамічні труби;
- азбестоцементні труби.

Колодязі різного призначення споруджуються із збірного або монолітного залізобетону, різних міцних пластмас.

## Очисні споруди
Очисними називаються споруди, які призначені для очищення стічних вод й переробки їхнього осаду. Способи очищення, склад і розміри очисних споруд визначаються розрахунком залежно від характеру і концентрації забруднень стічних вод, потужності і здібності самоочищення водоймища, наявності міст і промислових підприємств нижче по течії річки, а також призначення водоймища.
Після очищення стічні води через улаштування, які називаються випусками, скидаються до водоймища.

## Стічні води

### Види й склад забруднень стічних вод
Забруднення вод можуть бути мінеральними і органічними. До мінеральних забруднень відносять пісок, глину, розчини мінеральних солей, кислот і лугу. Органічні забруднення бувають рослинного походження і тваринного. У побутових стічних водах вміщується близько 60 % органічних і 40 % мінеральних забруднень.
Стічні води можуть вміщувати нерозчинні, колоїдні і розчинні забруднення. Кількість нерозчинних забруднень, які вносить 1 людина, складає близько 65 г на добу. Міські стічні води являють собою суміш побутових і виробничих стічних вод.
В процесі обробки стічних вод на очисних спорудах значна частина нерозчинних забруднень випадає у відстійниках, утворюючи осад. Для оцінки співвідношення органічних і мінеральних речовин в осаді використовують поняття зольність, яке характеризує кількість у ньому мінеральних речовин.
Кількість кисню, яка необхідна для окислення органічних речовин аеробними мікроорганізмами у процесі їх життєдіяльності, називається біохімічною потребою у кисні (БСК). Ця величина виражається у мг/л або г/м3.
Так як БСК не характеризує загальну кількість органічних речовин у стічних водах, визначають ще й хімічну потребу у кисні (ХСК). БСК не враховує органічні речовини, які йдуть на зростання бактерій, а також сталі органічні речовини, які не підлягають біохімічним реакціям.
У міських стічних водах БСК20 складає приблизно 86 ХСК. Звичайно визначають БСК за 5 або 20 діб і позначають її відповідно БСК5 і БСК20.

### Умови спуску стічних вод до водоймищ
Умови спуску стічних вод до водоймищ визначаються відповідними правилами і санітарними нормами. Встановлені такі нормативні показники якості води водоймища: розчинений кисень, кількість розчиненого у воді водоймища кисню після змішування з нею стічних вод; біохімічна потреба у кисні; звішені речовини і активні реакції води (рН), які повинні бути у межах 6,5-8,5. Для води водоймищ встановлені також нормативні показники офарблення, наявності отруйних речовин, звисів, збудників захворювань, мінеральному складу, температурі, радіоактивних речовин.
Під здібністю самоочищення водоймищ розуміють концентрації забруднень внаслідок біохімічних, хімічних і фізичних процесів, які відбуваються у водоймищі.

### Методи очистки стічних вод і склад очисних споруд
Для обробки стічних вод застосовують механічну, фізико-хімічну і біологічну очистки. Очищена стічна рідина перед спуском до водоймища підлягає дезинфекції.
В результаті механічної очистки видаляються нерозчинні і частково колоїдні забруднення. Крупні забруднення затримуються решітками, забруднення мінерального походження — пісколовками.
Основна маса нерозчинних забруднень органічного походження утримується у відстійниках. Для видалення забруднень, що плавають, застосовують жироловки, нафтоловки, відділювачі олії.
Для обробки виробничих стічних вод застосовують флотацію, вводячи до стічної рідини повітря і речовини, що утворюють піну. Бульбашки повітря і частки речовин, що утворюють піну, збирають забруднення. До споруд механічної очистки відносять також септики, відстійники і освітлювачі, в яких освітлюється рідина.
Фізико-хімічну очистку застосовують головним чином для обробки деяких видів виробничих стоків.
До цих методів відносять сорбцію, екстракцію, евапорацію, електроліз, іонний обмін тощо.
Суть біологічної очистки вміщується в окисленні органічних речовин мікроорганізмами. Розрізняють біологічну очистку стічних вод в штучних умовах (біологічні фільтри і аеротенки) та в умовах, які близькі до природних (поля фільтрації й біологічні пруди).
Для дезинфекції очищених стічних вод частіше застосовують хлорування.
Для зниження концентрації органічних забруднень біологічно очищених стічних вод застосовують сорбцію на активованому вугіллі або хімічне окислення озоном. Іноді виникає задача видалення із стічних вод біогенних елементів — азоту й фосфору, які сприяють розвитку водяної рослинності.
Азот видаляють фізико-хімічними і біологічними методами, фосфор видаляють хімічним осадженням з застосуванням солей заліза і алюмінію.
Великі маси осаду, що накопичуються в очисних спорудах, обробляють не лише у септиках, відстійниках і освітлювачах, але й у метантенках, які служать для осадження осаду.
Обробка осаду полягає у зброженні його органічної частини за допомогою анаеробних, тобто тих, що живуть без кисню, мікроорганізмів.

### Споруди механічної очистки стічних вод
Решітки призначені для утримання крупних забруднень. Встановлюють їх у приймальних резервуарах насосних станцій. Решітки бувають пересувні, непересувні і решітки-дробилки.
Пісколовки призначені для утримання піску. Пісколовки бувають горизонтальні і з обертальним рухом води (тангенційні та аеробні). Горизонтальна пісколовка складається з проточної та усадочної частин.
Пісок збирається у бункера скребковим механізмом. Із бункеру пісок видаляється гідроелеватором. Тангенційні пісколовки мають круглу форму в плані. Підвід води до них здійснюється по дотичній, що викликає виникнення гвинтового руху, який сприяє відмиванню піску від органічних речовин, виключаючи випадіння їх в осад.
Відстійники служать для утримання нерозчинних забруднень у стічній рідині. Відстійники застосовують як споруди попередньої очистки стічних вод перед спорудами біологічної очистки.
У цьому випадку їх називають первинними. Основними показниками відстійників є тривалість відстоювання і максимальна швидкість протікання стічної рідини.
Відстійники бувають горизонтальні, які являють собою в плані горизонтальний резервуар, поділений на декілька відділень, вертикальні і радіальні. Радіальний відстійник являє собою круглий в плані резервуар малої глибини, в якому потік рухається від центру до периферії.